# MiMi Aung
MiMi Aung (1968) és una enginyera estatunidenca, gerent de projectes en el Laboratori de Propulsió a Reacció. Nomenada directora del projecte Ingenuity, el primer helicòpter capacitat per a vols extraterrestres.

## Biografia
Mimi aung va néixer als Estats Units, però es va mudar a Birmània quan tenia dos anys i mig. La seva mare va ser la primera dona a obtenir un doctorat en matemàtiques a Birmània. De nena va ser feliç, però la seva família no tenia gaire diners, i es va interessar per la ciència espacial mentre estudiava en una escola secundària britànica. Es va traslladar als Estats Units a setze anys per continuar la seva educació, i fou l'únic membre de la seva família que va tenir permís per a això. Aung va estudiar enginyeria electrònica a la Universitat d'Illinois en Urbana-Champaign, on també va obtenir un mestratge l'any 1990. La seva tesi de màster va considerar les comunicacions i el processament de senyals. Durant el seu programa de mestratge, un dels seus professors va esmentar el treball del Laboratori de Propulsió a Reacció centrat en l'exploració de l'espai profund.

## Trajectòria científica

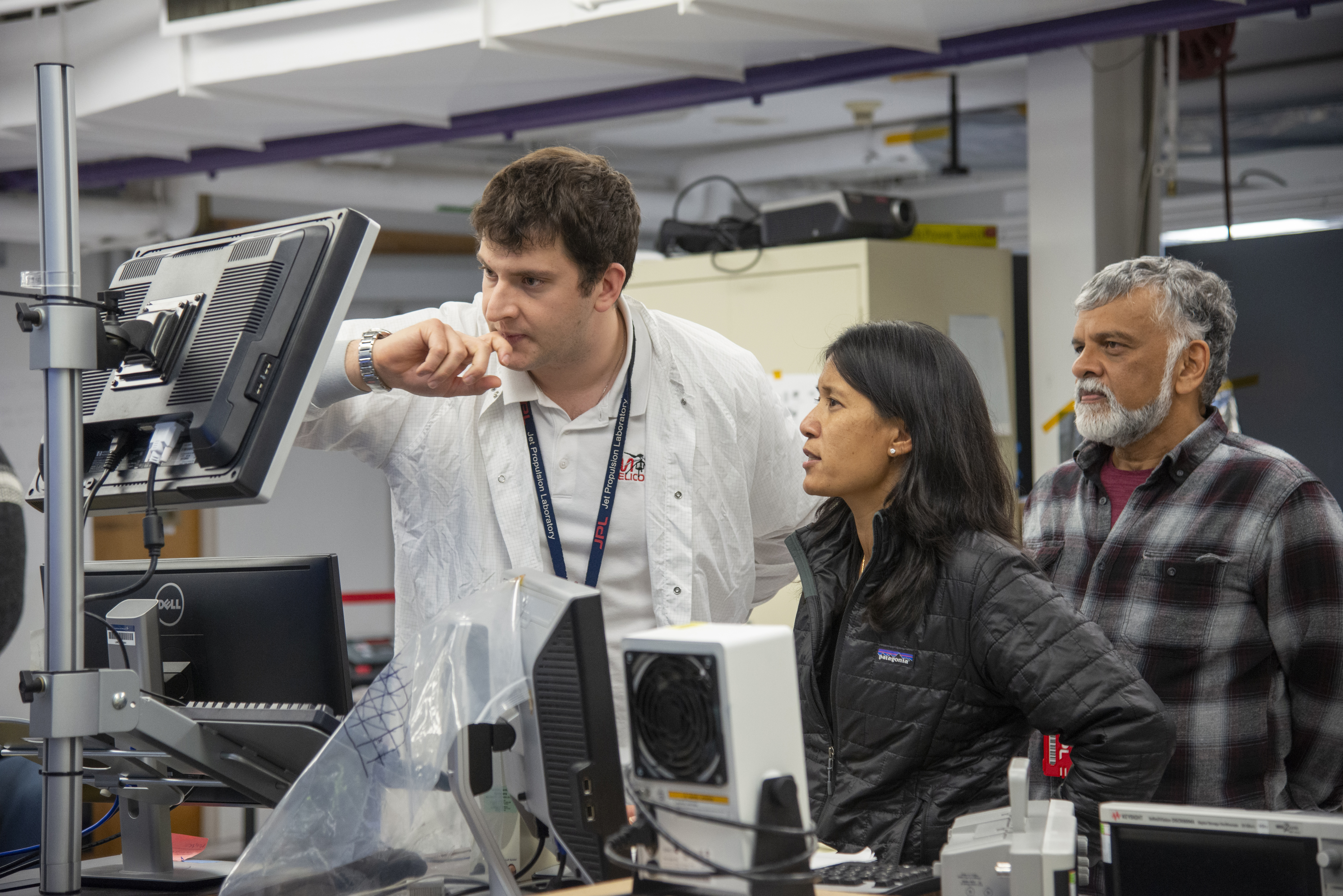
Teddy Tzanetos, MiMi Aung i Bob Balaram supervisen un vol en helicòpter.

Aung es va unir al Laboratori de Propulsió a Reacció (JPL) l'any 1990, on va treballar en projectes relacionats amb els vols espacials i la Xarxa de l'Espai Profund (DSN) de la NASA. Va començar la seva carrera treballant en el Departament de Subsistemes de radiofreqüència i microones del DSN, on va desenvolupar i va provar algorismes per al receptor Block V. Va desplegar el receptor digital en cadascun dels tres complexos DSN del món, abans de treballar en sistemes de radar monopols, que es van usar en combinació amb antenes de 34 metres. Va treballar en el radiòmetre de 240 GHz per la sonda de microones del sistema d'òrbita terrestre.
El seu següent projecte es va centrar l'interferòmetre de dues naus espacials StarLight, pel qual va dissenyar el sensor de vol de radiofreqüència de formació autònoma. Va ser nomenada directora de projecte per a l'element de formació de vol del programa de vol del Terrestrial Planet Finder. Després del retard indefinit del finançament pel Terrestrial Planet Finder, el projecte va ser cancel·lat l'any 2011. Aung va ser nomenada supervisora de grup del grup de sensors de guia, navegació i control. Allà va crear tecnologies de sensors per a missions de vols espacials. Es va interessar cada vegada més en l'exploració espacial autònoma i es va convertir en gerent de la secció en 2010. És membre de l'equip de projecte de la nau espacial Psique.
L'any 2013, es va convertir en Subgerent de la Divisió de Sistemes Autònoms, i l'any 2015 en líder del projecte NASA Mars Helicopter Scout. En ser l'atmosfera de Mart molt prima, les pales de l'helicòpter troben considerablement menys aire i, per tant, han de girar més de pressa del que ho farien a la Terra. Les primeres proves de vol de l'helicòpter NASA Mars Helicopter Scout van tenir lloc dins del simulador espacial del Laboratori de Propulsió a Reacció a principis de 2019. El cost total de l'helicòpter és del voltant de 23 milions de dòlars i pesa menys d'1.8 kg. El llançament de l'helicòpter està previst per a juliol de 2020 com a part del vehicle Mars 2020 de la NASA. És d'esperar que s'implementi una vegada que l'rover aterri al cràter Jezero el febrer de 2021.

### Compromís amb el públic
Aung és una experta de l'organització no governamental Societat Planetària i ha escrit per a la revista Spaceflight.
Aung va instal·lar una càmera web a la sala blanca del Laboratori de Propulsió a Reacció que permet al públic veure el desenvolupament de l'helicòpter.
Va ser nomenada per la British Broadcasting Corporation (BBC) una de les 100 Dones de l'any, una llista de 100 dones inspiradores i influents de tot el món, de l'any 2020